# Markovac Našički
Markovac Našički ((sl.): Markovec Našický) je naselje u Hrvatskoj, regiji Slavoniji u Osječko-baranjskoj županiji i pripada gradu Našicama.

## Zemljopisni položaj
Markovac Našički nalazi se istočno od grada Našica i u biti je prigradsko naselje grada Našica. Sjeverno se nalazi naselje Velimirovac, istočno Jelisavac, a južno Vukojevci. Sjeverni dio Markovca nalazi se uz državnu cestu D2 (Podravsku magistralu) Našice – Koška – Osijek, a južni dio naselja uz državnu cestu D515 Našice – Podgorač – Đakovo te uz željezničku prugu Osijek – Našice – Virovitica. Sjeverni i istočni dio naselja se nalaze u nizini istočnohrvatske ravnice, a južni u području gdje sjeverni obronci Krndije prelaze u navedenu nizinu.

## Stanovništvo
| broj stanovnika |       |       | 315   | 654   | 818   | 996   | 1122  | 1035  | 1319  | 1352  | 1493  | 1566  | 1592  | 1657  | 1715  | 1586  | 1396  |
|                 | 1857. | 1869. | 1880. | 1890. | 1900. | 1910. | 1921. | 1931. | 1948. | 1953. | 1961. | 1971. | 1981. | 1991. | 2001. | 2011. | 2021. |

Iskazuje se kao dio naselja od 1880., a kao naselje od 1931. Do 1900. iskazivano pod imenom Markovac.

## Povijest
U drugoj polovici 19. stoljeća (1877.), a na poziv grofa Pejačevića selo naseljavaju prvi stanovnici koji dolaze iz sjeverne Slovačke. Uz Markovac tada je naseljen i Jelisavac također Slovacima koji su grofu bili potrebni za krčenje šuma i za stvaranje novih poljoprivrednih zemljišta. Selo dobio ime po prvoj novorođenom djetetu obitelji Drozd 1880., a kojem je kuma grofica Gabrijela Pejačević supruga Ladislava Pejačevića kasnije hrvatski ban. Grofica je djetetu nadjenula ime Marko po svom preminulom sinu, te je selo prozvano Markovac, 1892. grofica je postavila kip Svetog Marka u centru sela uz tada stoljetno drvo. Prve obitelji koje su nastanili selo bile su Drozd, Prišć, Jamuliak, Tribuliak, Zeman, Martikan i dr. Kapelica sv. Marka izgrađena je 1913.

## Crkva
Markovac Našički je sjedište Rimokatoličke župe Sv. Marka (Našice 2.), s pripadajućim filijalnim crkvama u Jelisavcu, Breznici Našičkoj, Lađanskoj i Vukojevcima. Župa pripada našičkom dekanatu Požeške biskupije, a crkveni god ili kirvaj (proštenje) slavi se 25. travnja. Kamen temeljac za crkvu je postavljen 1986., a zavšena je u jesen 1991., zbog Domovinskog rata posvećena je 26. travnja 1992. Markovac je postao župom 22. kolovoza 2004., a župni dvor je otvoren 2010.
Župna crkva sv. Marka Evanđelista je završena u jesen 1991., ali zbog Domovinskog rata posvećena je 26. travnja 1992. u čast Sv. Marka.
Svećenici kroz povijest
- fra. Edmund (1930.)
- fra. Jukundo Jug (gvardijan i župnik, 1947. – 1955.)
- fra. leto Lukša (1947. – 1955.)
- fra. Polikarp Pehnec (1955.)
- fra. Ivan Holetić (1960.)
- fra. Fakundo Fridrih (1960. – 1962.)
- fra. Miroslav Hlevnjak (1962. – 1964.)
- fra. Leonardo Kamarlato (1964.)
- fra. Vjekoslav Kocijan (1975.)
- fra. Benko Horvat (1976. – 1978.)
- fra. Ivan Mikić (1978. – 1984.)
- fra. Ivica Bogdanović (1985.)
- fra. Vjekoslav Kocijan (1986. – 1992.)
- fra. Milivoj Marušić (1993. – 1995.)
- fra. Ivan Sršan (1995. – 2004.)

Dana 22. kolovoza 2004. utemeljena je Župa sv. Marka Evanđelista – Našice II, a euharistijsko slavlje predvodi požeški biskup msgr. Antun Škvorčević. Prvi župnik nove župe postaje vlč. Branko Šipura. Župa ima filijale u Jelisavcu, Breznici Našičkoj, Lađanskoj i Vukojevcima, a pripada našičkom dekanatu Požeške biskupije. Nakon osnivanja župe izgrađen je župni dvor, uređeno predvorje crkve, vjeronaučna dvorana, sagrađen zid s prikazom Križnog puta, te uređen sam okoliš crkve.
Župnici
- vlč. Branko Šipura      2004. – 2015.
- vlč. Nedjeljko Androš   2015. – 2017.
- vlč. Nikola Legac       2017. – 2020.
- vlč. Patrik Alatić      2020. – 2023.
- vlč. Goran Mitrović     2023. –

Filijale župe
- Jelisavac – sv. Elizabeta
- Breznica Našička – sv. Martina
- Lađanska – sv. Ane
- Vukojevci – sv. Franje

## Obrazovanje
U selu se nalazi područna škola do 4. razreda koja radi u sklopu Osnovne škole Kralja Tomislava iz Našica. 

## Kultura
U selu djeluje Slovačko kulturno umjetnička udruga "Franjo Strapač" osnovana 1973., koja koristi za nastupe i uvježbavanje kulturni dom "Drevenica" sagrađen 2007.

## Šport
NK Željezničar natječe se u 2. ŽNL Osječko-baranjska NS Našice.

## Ostalo
- Dobrovoljno vatrogasno društvo Markovac Našički osnovano 1923.
- Matica slovačka Markovac Našički – Matica slovenská v Markovci

U selu se nalazi i Zoološki vrt obitelji Bizik sa stotinjak vrsta životinja.

## Vanjske poveznice
- http://zupa-smen.hr/
- https://www.savez-slovaka.hr/

.